# Сювясалмиярви
Сювясалмиярви — пресноводное озеро на территории Кестеньгского сельского поселения Лоухского района Республики Карелии.

## Общие сведения
Площадь озера — 1 км². Располагается на высоте 279,2 метров над уровнем моря.
Форма озера продолговатая: оно почти на три километра вытянуто с юго-запада на северо-восток. Берега каменисто-песчаные, преимущественно возвышенные.
В юго-западной оконечности озеро соединяется с озером Маталасалми, из которого вытекает ручей без названия, который, пересекая Российско-финляндскую границу, впадает в ручей Юумайоки (вытекающий из озера Юумаярви). Проходя по территории Финляндии через ряд проток и озёр, воды Сювясалмиярви в итоге попадают в реку Куусинкийоки, впадающую в реку Оуланкайоки (в нижнем течении — Оланга), которая в конечном итоге впадает в Пяозеро.
По центру озера расположены два небольших острова без названия.
Населённые пункты и автодороги вблизи водоёма отсутствуют.
Код объекта в государственном водном реестре — 02020000411102000000711.